# Horst Köppel
Horst Köppel, född 17 maj 1948, är en tysk fotbollsspelare och fotbollstränare.
Köppel var en av Tysklands bästa mittfältare under 1970-talets första hälft. Efter den aktiva karriären har Köppel varit tränare, bland annat i det tyska fotbollslandslaget och Borussia Dortmund. 2005-2006 var han tränare för Borussia Mönchengladbach.

## Klubbar

### Tränare
- Borussia Mönchengladbach
- Borussia Dortmund

### Spelare
- VfB Stuttgart
- Borussia Mönchengladbach
- Vancouver Whitecaps FC